# 神格惟一論
神格惟一論（英語：Monarchianism），又稱上帝一體論、唯一神論、單一神論，是一個流行於早期基督教教內的神學理論。神格惟一論認為神是一個無法被分割的存在者。
神格惟一論被正統基督教視為異端。

## 詞源
神格唯一論的字根，由「獨一」（mono）與「統治」（arch）所構成，這個理論認為，神是無法被分割的一者。最早提出這個名詞並加以批判的神學家是特土良，他將義子論及形態論都歸類為神格惟一論。

## 概述
神格惟一論在公元二世紀興起並流傳到公元三世紀。神格惟一論者受到眾多神學家的反對。三位一體論逐漸佔據主導地位並在第一次君士坦丁堡公會議上被採納。自四世紀起，神格惟一論便被主流基督教視為異端。
在傳統基督敎教內，包括從屬論、與義子論（嗣子説）等，都被歸類為神格惟一論的變體。

## 分類
從屬論與義子論，都被認為是動態神格惟一論的分支。
- 從屬論，屬於「動態神格唯一論」（dynamic monarchianism）之一，他們相信聖靈及聖子，無論在位階及本質上都低於聖父。教父特土良、俄利根、游社博及亞流所發展出來的亞流派的人士都支持從屬論。
- 化身論，即形態論，屬「形態神格唯一論」（modalistic monarchianism），此派是一位神派，但是神會有聖父、聖子、聖靈等不同形態化身。特土良譏笑他們為「聖父受苦論」（Patripassianism），認為聖父不會讓自己在十字架上受苦。化身論的代表人物為示每拿的奴愛達（Noetus of Smyrna）、普拉克西亚/帕克西亚（Praxeas）、和撒伯流/撒伯里烏（Sabellius）[4]。
- 義子論，屬於「動態神格唯一論」（dynamic《adoptionist》monarchianism）之一，他們相信上帝是完全獨一無二的。耶穌不是神，只是神選定的先知，耶穌雖被稱謂為神之子，但只相當於神的義子，復活之後才擁有神性。拜占庭的狄奧多圖斯/提阿多達、亞提蒙（Artemon）、撒摩撒他的保羅（Paul of Samosata）等人都支持義子論[5][6]。更直白的看法是：狄奧多圖斯事實上自己都不支持復活後的耶穌擁有神性這一觀點，只有跟從狄奧多圖斯學派的門生才如此認為[7]。

## 類似的理論

### 伊斯蘭教
伊斯蘭教認可唯一神論。伊斯蘭教宣稱真主既沒有子女，也沒有伴侶。
《古蘭經》宣稱：
犹太人说：“欧宰尔是真主的儿子。”基督教徒说：“麦西哈是真主的儿子”。这是他们信口开河，仿效从前不信道者的口吻。愿真主诅咒他们。他们怎么如此放荡呢！——《古蘭經》第九章第三十節

### 猶太教
猶太教認可唯一神論。猶太教拉比本期雍·克拉維茨聲稱神不能被分為三個部份，他聲稱根據《希伯來聖經》的經文，三位一體論是被禁絶的。
擁護世俗猶太復國主義的、信奉猶太教的著名哲學家耶沙亞胡·萊博維茨教授經常在其作品中強調神的超然性，他聲稱 萬物都沒有神聖性，只有神才是神聖的，而且神與萬物完全分離，故此只有神值得被敬拜，耶沙亞胡指責基督敎徒崇拜所謂的「三重眾神」，他也否定了以色列國、以色列地及《希伯來聖經》等事物的神聖性和妥拉的歷史準確性，並且聲稱律法存在的唯一一種意義是被用來敬拜神，故此耶沙亞胡非常支持實行政教分離制並曾多次指責以色列國壓迫巴勒斯坦人，耶沙亞胡的哲學思想影響了不少信奉猶太教的哲學家，但他所提出的一些説法也受到許多哲學家的批駁。

## 主流基督教的觀點

### 天主教
天主教視神格惟一論為異端。天主教司鐸約翰·查普曼在一篇被收錄於《天主教百科全書》的文章中講解了神格惟一論的相關歷史及思想並提及了神格惟一論者所持有的觀點中的謬誤。
被收錄於《天主教百科全書》的一篇文章的作者喬治·喬伊斯聲稱《舊約聖經》的部份內容顯示了某些關於兩個位格的知識，喬治·喬伊斯在文章中解釋了關於三位一體的教義，他聲稱：「拉丁神學思想首先關注的是『本性』，隨後才關注『位格』。位格被視為『本性』的最終補充：從邏輯上講，『本性』先於『位格』。因此，由於神的本性只有一個，我們先認識祂是獨一的神，然後才知道祂是三位一體的。」他也聲稱作為至高實體的神既是實體，也是關係。